# Reinhardt Stenzel
Reinhardt Stenzel (* 18. Februar 1948) ist ein ehemaliger deutscher Autorennfahrer und heutiger Unternehmer.

## Karriere
Reinhardt Stenzel startete seine Rennsport-Karriere Ende der 1960er-Jahre im Tourenwagensport. Seinen ersten Gesamtsieg bei einem Rennen erreichte er 1968 mit einem Porsche 911 S in der Deutschen Automobil-Rundstrecken-Meisterschaft (DARM) in Hockenheim.
In dieser Zeit war er auch als Werksfahrer für Alfa Romeo Deutschland tätig und fuhr neben dem GTA auch den Rennsport-Prototypen Tipo 33/2 in diversen Rennen. Zusammen mit Herbert Schultze siegte er 1970 in einem Alfa Romeo GTA 1300 Junior beim 300-km-Rennen am Nürburgring. Dieser Sieg war der Höhepunkt während seines Engagements bei Alfa Romeo.
1973 startete Stenzel als Privatfahrer in der Deutschen Rennsport-Meisterschaft (DRM) mit einem Porsche 911 Carrera RSR, wo er im selben Jahr beim Sauerland-Bergpreis den Sieg in der 1. Division erlangte.
Nach diesem Sieg kam er beim Max-Moritz-Rennteam unter Vertrag und fuhr dort von 1974 bis 1977 zunächst einen Porsche 911 Carrera RSR und ab 1976 einen Porsche 934 in der DRM und der Europameisterschaft für GT-Fahrzeuge. Seine beste Platzierung in der DRM war ein 6. Rang in der Gesamtwertung.
Nach seinem Rückzug aus dem Motorsport übernahm er den elterlichen Hotelbetrieb in München, den er bis 1980 führte. Danach gründete er ein Vermögensverwaltungs- und Bauträger-Unternehmen, das er heute noch mit seinen beiden Söhnen führt.

## Statistik

### Einzelergebnisse in der Sportwagen-Weltmeisterschaft
| Saison | Team                             | Rennwagen           | 1   | 2   | 3   | 4   | 5   | 6   | 7   | 8   | 9   | 10  | 11  | 12  | 13  | 14  |
| ------ | -------------------------------- | ------------------- | --- | --- | --- | --- | --- | --- | --- | --- | --- | --- | --- | --- | --- | --- |
| 1968   | Ferfried Prinz von Hohenzollern  | Porsche 911         | DAY | SEB | BRH | MON | TAR | NÜR | SPA | WAT | ZEL | LEM |     |     |     |     |
| 1968   | Ferfried Prinz von Hohenzollern  | Porsche 911         | DNF |     |     |     |     |     |     |     |     |     |     |     |     |     |
| 1969   | Kremer Racing Hans-Dieter Weigel | Porsche 911         | DAY | SEB | BRH | MON | TAR | SPA | NÜR | LEM | WAT | ZEL |     |     |     |     |
| 1969   | Kremer Racing Hans-Dieter Weigel | Porsche 911         |     |     |     |     |     |     | 19  |     |     | 18  |     |     |     |     |
| 1974   | Max Moritz                       | Porsche 911         | MON | SPA | NÜR | IMO | LEM | ZEL | WAT | LEC | BRH | KYA |     |     |     |     |
| 1974   | Max Moritz                       | Porsche 911         | DNF |     |     |     |     |     |     |     |     |     |     |     |     |     |
| 1975   | Kremer Racing                    | Porsche Carrera RSR | DAY | MUG | DIJ | MON | SPA | PER | NÜR | ZEL | WAT |     |     |     |     |     |
| 1975   | Kremer Racing                    | Porsche Carrera RSR |     |     |     | DNF |     |     |     |     |     |     |     |     |     |     |
| 1976   | Max Moritz                       | Porsche 934         | MUG | VAL | NÜR | MON | SIL | IMO | NÜR | ZEL | PER | WAT | MOS | DIJ | DIJ | SAL |
| 1976   | Max Moritz                       | Porsche 934         |     |     |     | 3   |     |     |     |     |     |     |     |     |     |     |